# 勝利友
勝利友是指1941年香港保衛戰初期，一群憑藉香港守軍撤退期間的治安真空，在九龍市區到處搶掠、為非作歹的華人匪類。九龍騷亂維持至少三天，直到日軍於12月12日全面佔領九龍重新建立秩序為止。
勝利友主要由來自不同幫派的黑幫成員所組成，計上其他趁亂混水摸魚的流氓，人數或達數千人。他們於手臂纏上白布，在街上呼喊「勝利」口號作記認，因而得名。這些匪徒持有菜刀、鐵撬等作武器，在九龍聚眾到各處民居勒索搶掠、殺人放火，無惡不作，不少居民受害。
香港保衛戰頭三天，報紙仍然照常出版，唯只能報道政府公告和正面消息，並未有提及九龍區的混亂局勢。有關該場騷亂最早的文字紀錄乃經由於戰役後逃離香港的中國文學家所記載，戰後透過香港市民的戰時日記和以口耳相傳將該段歷史傳承至今。

## 歷史
1941年12月8日清晨，太平洋戰爭爆發，日軍越過深圳河入侵香港，並隨即轟炸啟德機場。香港政府以防務理由，除已取得許可者，其他人等一律禁止前往香港島。12月11日下午1時，香港守軍撤出醉酒灣防線，並在傍晚起渡海，全線退守香港島，駐守九龍各警署的警察亦同步撤退。日軍前線要到11日晚上近7時，才抵達九龍市區的周邊。日軍12日早上進城前的權力真空令九龍半島淪為無政府狀態的空城，混亂情形達至高峰。

#### 背景
早於戰前，日方已在香港招攬華人間諜收集情報，並成立分別潛伏於港島和九龍的「天組」及「佑組」組織。日軍在新界推進時，來自荃灣圍的佑組成員為日軍帶路翻越大帽山，亦有九龍成員破壞守軍準備作撤離用的車輛和船隻，並偷襲警察和士兵，後世把這些人歸類為「第五縱隊」。
在戰爭爆發之初，九龍區的糧食管制已基本上失效，物質短缺。很多米鋪因害拍被搶掠而關門，只因警察要求才被迫維持營業。12月8日，旺角的米鋪外曾發生騷動，唯市面秩序仍受控制。12月9日至10日，騷亂漫延至深水埗、油麻地、紅磡、九龍城各區。深水埗的騷動較為嚴重，又有人鼓動群眾搶掠油麻地的米鋪，需要警察出動才能維持秩序。
12月8日晚上，西灣河街市附近兩所米鋪遭到太古船塢工人搶掠。12月9日晚上，有約700名船塢工人包圍並搶掠該兩所米鋪，又與警察發生衝突，群眾經政府人員擔保糧食後供應才散去。12月10日，有近千人在該兩所無人管理的米鋪搶掠。

#### 九龍區形勢
12月9日下午，在這場混亂中，九龍的各個三合會合謀搶掠，並瓜分勢力範圍。廣州淪陷後南逃來港的黑幫「粵東幫」成員四眼裘成為重要策劃者之一。1938年，日軍佔領廣州前，四眼裘曾參與廣州西關的洗劫行動，擁有實戰經驗，並在深水埗欽州街天台的黑幫集會中提倡集中人力、分配地盤及武裝搶劫，成功說服其他幫派照其部署行事。最終「和安樂」、「和利和」、「和洪聖」、「和勇義」、「和聯勝」、「粵東幫」等堂口依其建議劃分九龍多區，進行組織化劫掠。
12月9日傍晚，「佑組」成員在頭目駱寶山的帶領下闖入長沙灣九巴車廠（現今天悅廣場），劫走五輛巴士到馬路上巡遊，沿途高叫「勝利」。
12月9日黃昏，長沙灣九巴車廠和青山道有兩枚土製炸彈爆炸。12月9日深夜，深水埗軍營被縱火破壞，一名縱火者被守衛射擊，其他三人逃逸。12月10日晚上，旺角有約20名持械兇徒被警察拘捕。
12月9日晚上開始，勝利友開始在深水埗、旺角、油麻地一帶生事，九龍城堂口福義興亦開始在該區行動。12月10日凌晨，暴徒向富裕階層為主的尖沙咀地區進發，多條街的居民被搜掠和傷害。半島酒店、中國紅十字會會所亦被暴徒騷擾，但幸保不失。數天之間，勝利友在彌敦道沿路搶劫不同商號，例如金鋪、銀號、當鋪、米鋪，逼令店東和店員交出所有財產，不肯就範的商號會遭受縱火破壞。初時勝利友向路上途人和到民居勒索「保護費」，並貼紅條在門上代表受「保護」，但更多的是直接搶劫行人和民宅，不少當時略有資產的九龍華人被洗劫一空。眼見搶掠行為無人阻止，其他沒有組織的流氓亦都加入搶掠行列，形勢早已失去控制。
12月11日早上，深水埗欽州街有人搶掠受轟炸損毀的唐樓被警察阻止。九龍城沙埔一名男人被警察截查間遺下一枚土製炸彈。12月11日午間，有50至60人在主教山上以白旗和鏡子發出訊號，界限街和運動場道的唐樓亦有同樣情形。一隊守軍經過警察訓練學校大門時被華人群眾以手榴彈襲擊，有穿便衣的日本軍人在旺角一帶襲擊守軍人員。12月11日下午，尖沙咀一帶搶掠者眾，有九龍貨倉咕喱運走米糧和其他物品，並直到深夜。一隊經九龍船塢撤退的守軍於紅磡蕪湖街遇與一群近200人的持槍華人匪徒交鋒，他們試圖把車隊截停。另一隊經九龍城碼頭撤退的守軍亦於太子道東、西貢道、九龍城警署一帶遇上搶掠者。12月11日傍晚，乘貨車巡視九龍的警察於西洋菜街和紅磡目擊大批臂纏白布的搶掠者乘貨車在市內遊走。

在守軍準備撤退的同時，和安樂為首的勝利友闖入尖沙咀九龍倉，毆打留守的職員並把倉內存留給市民的糧食和物資全數搶走。後來，勝利友把搶回來多出的糧油食品在黑市上高價轉售，謀取暴利。當天，勝利友開始到紅磡、土瓜灣一帶搶掠，他們火燒黃埔船塢，又在每條街道中間燃起火堆，將居民趕到街上，強逼交出財物。這一群暴徙在下午已抵達九龍城，並與福義興為首的潮州幫展開廝殺，雙方死傷眾多。

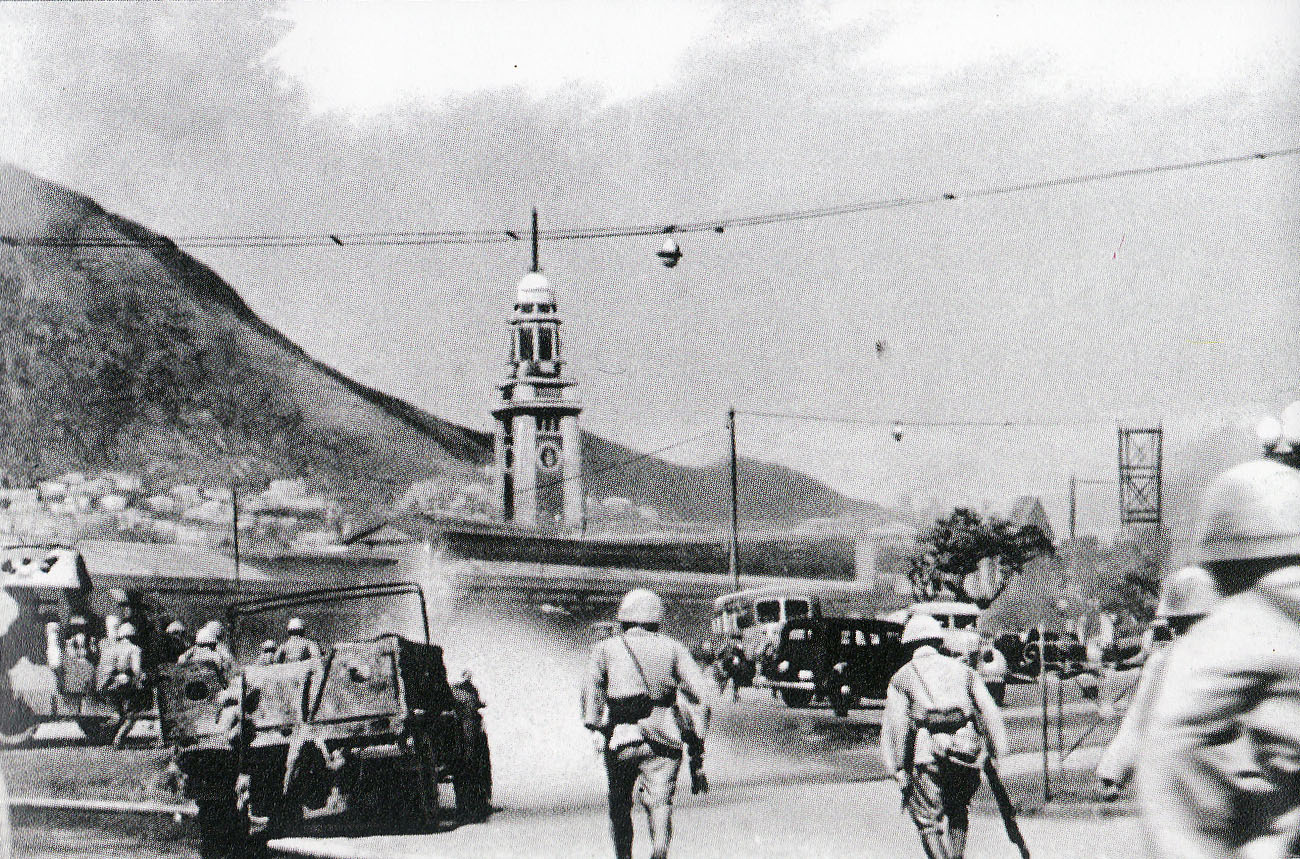
12月12日早上，日軍進佔尖沙咀

12月12日清晨，日軍第230聯隊第3大隊開始進入九龍市區，沿彌敦道往尖沙咀方向推進，在大路交界設哨站，重設秩序，期間鎮壓香港黑幫，遇有搶掠者，即時格殺。傍晚時間，仍有勝利友到大角咀意圖搶掠船廠工友的住所，但這些工友早有預備，並將勝利友擊退。

#### 港島區形勢
英方早已收到線報指出港島區「天組」成員計劃在守軍退守港島後，發動針對歐籍人士的襲擊，英方請求國民政府駐港代表陳策出面擺平，同時間港島警方出動突襲，成功拘捕數百名親日份子，令港島大部份市面得以維持秩序。
當九龍騷亂的消息傳到港島後，港島區各堂口亦密謀分一杯羹。12月11日上午，西環和合圖和灣仔單耳組隊在上環脅迫艇戶渡海到旺角，加上其他上數千名港島流氓、碼頭苦力亦在同日稍晚時間渡海，一同加入搶劫行列。
12月11日晚上，警隊與各三合會組織派出的六名代表開會，會上三合會組織同意遵從秩序，同時確認三合會成員曾計畫於當日凌晨發動針對歐籍人士的襲擊。

## 被害事件
- 上海街一間金鋪，店東因拒絕交出夾萬鑰匙被殺害，其他5名店員一同被殺[8][6]
- 油麻地警署附近的幾幢唐樓遭縱火焚燒
- 馬頭圍道金門戲院有多名反抗的市民被推入火埋中燒死[8][6]

## 第一身見證
- 在這段時期，加多利山的歐籍居民決定躲進阿根廷領事雷蒙·拿華利（Ramon Lavelle）的26號屋內作共同防衛，面對勝利友的包圍，他們在陽台伸出假裝為槍管的手杖，又將重物掉出街上作阻嚇。守在正門的約翰·布力架（John Braga）被手持斧頭的暴徒寸寸進逼，雷蒙被迫拔出手槍，嗚槍數發，暴徒知難而退。12月12日，為了保護居民，雷蒙決定與通日語的中華電力秘書諾埃爾·布力架（Noel Braga）出外與日軍接觸，成功說服他們於黃昏時份進駐中電總部大樓。[12]
- 九龍城居民朱石年於戰爭爆發後與家人搬回當時仍為鄉郊的大磡村祖家居住，因而得以逃過勝利友的搶劫。[13]
- 居於深水埗福華街53號的連詠潔一家，被勝利友搜刮數次，把米抬走，又到廁所搜索金器。[14]
- 太平館餐廳的伙計將糧食藏起來，被強行闖進的勝利友搜出；後又再有人上門勒索500元一日的保護費，換取一張貼於餐廳門口、寫上「忠義堂」三字的紙條。[15]